# Scandinavian Star
Le Scandinavian Star, ex-Massalia était un ferry construit en France en 1971. Le 7 avril 1990, il est gravement endommagé par un incendie. Remis en service, il est finalement détruit à Alang en 2004 sous le nom de Regal V.

## Histoire
Le Massalia a été construit par les chantiers Dubigeon-Normandie en 1971 pour la compagnie Paquet. Il effectue des traversées entre Marseille, Malaga et Casablanca et également des croisières en mer Méditerranée. En 1983, le navire est désarmé à Toulon. Quelques semaines plus tard, il est vendu à la compagnie Stena Cargo Line Ltd qui le renomme Stena Baltica.
L'année suivante, le navire est affrété par la compagnie Scandinavian World Cruises qui le renomme Island Fiesta. La même année, le navire devient le Scandinavian Star et il effectue des croisières entre Tampa et Cozumel en tant que casino flottant. Le 15 mars 1988, un incendie se déclare dans la salle des machines du navire alors que ce dernier effectue une croisière dans les Caraïbes avec 439 passagers et 268 membres d'équipage à bord. Le sinistre est maîtrisé mais le navire dérive. Finalement, il est remorqué jusqu'à Miami.
En 1990, le navire est vendu à la compagnie Vognmandsruten et il est affrété par la compagnie DA-NO Linjen qui l'utilise comme un ferry entre Oslo et Frederikshavn. L'équipage est formé en dix jours alors que 6 à 8 semaines sont nécessaires. De plus, un grand nombre de membres d'équipage ne pratiquent ni l'anglais, ni le danois, ni le norvégien. Ces deux facteurs font partie du drame qui va suivre.

### Incendie

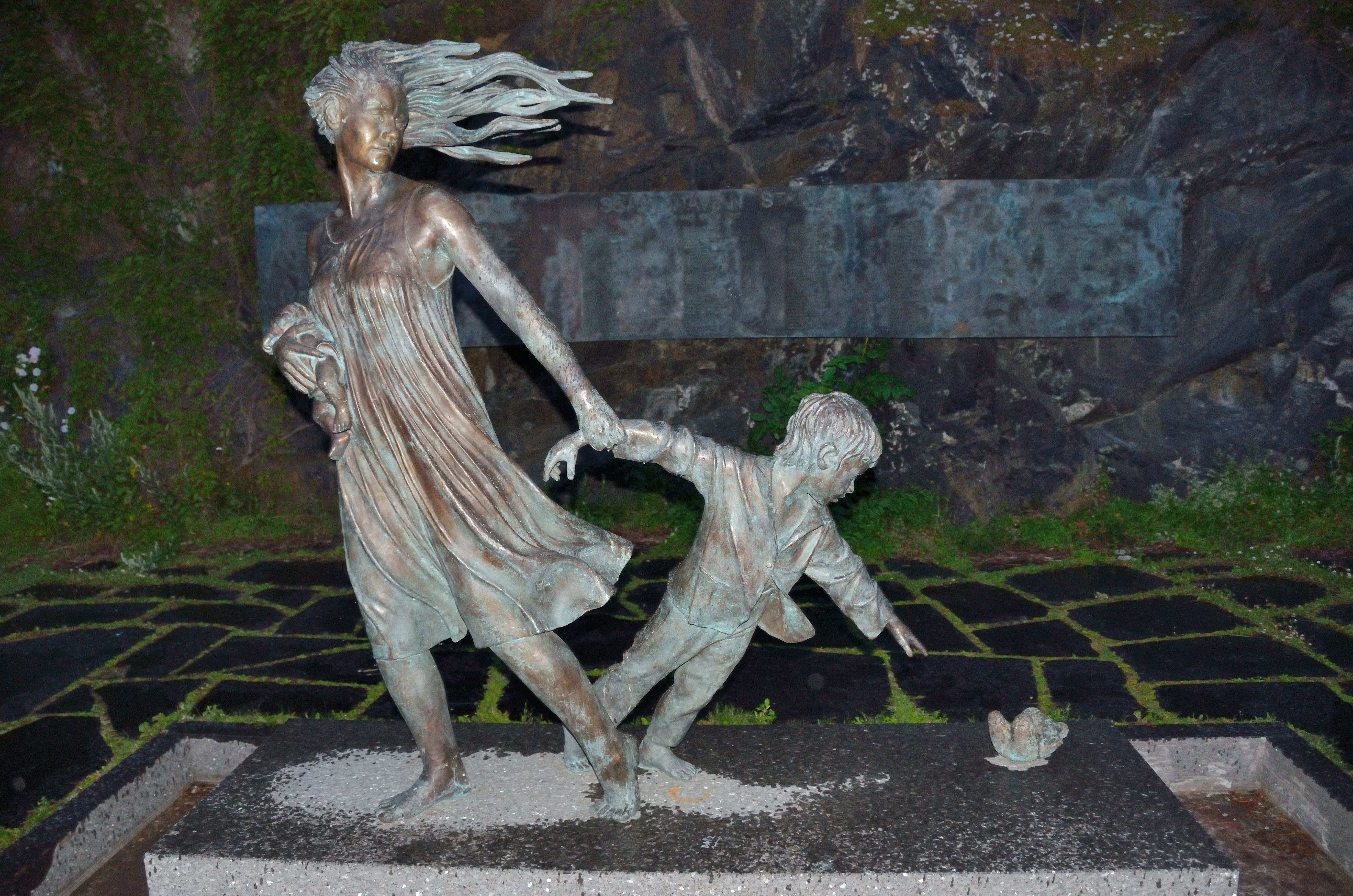
Un mémorial en hommage aux victimes du Scandinavian Star

Le 6 avril 1990 à 21 heures 45, le ferry quitte Oslo pour Frederikshavn avec 383 passagers et 99 membres d'équipage. Aux environs de deux heures du matin, deux incendies éclatent au niveau 3 du navire. Le sinistre s'étend à tout le pont puis passe d'un pont à l'autre. Lorsque le commandant apprend l'incendie, il essaye de fermer les portes coupe-feu mais celles-ci doivent être fermées manuellement. Plusieurs passagers n'entendent pas les alarmes incendies, n'arrivent pas à se repérer dans le brasier ou perdent connaissance à cause de fumées nocives puis décèdent. Au total, l'incendie fait 158 morts ; une dernière victime décède à l'hôpital deux semaines plus tard. L'enquête révèlera que l'incendie était d'origine criminelle, mais le coupable n'est toujours pas connu.
Le ferry en feu est remorqué jusqu'à Lysekil. Il arrive à destination le 8 avril et l'incendie est éteint en 10 heures.

### Histoire du navire après l'incendie
Le 18 avril 1990, le navire est remorqué jusqu'à Copenhague. Il arrive à destination deux jours plus tard. Le 11 août 1990, le Scandinavian Star quitte Copenhague pour Southampton. Le 10 septembre 1990, le Scandinavian Star arrive en Angleterre. Il devient le Candi. En février 1994, le ferry est vendu aux enchères à la compagnie International Shipping Partners qui le renomme Regal Voyager et l'envoie à La Spezia. Le navire est entièrement reconstruit. En 1995 et 1996, la compagnie Comarit affrète le navire et l'utilise entre Tanger et Port-Vendres. En 1997, le ferry est acheté par la compagnie Isabel Cortes Ferry Service Ltd qui l'utilise entre Port Isabel et Puerto Cortés.
Le 6 janvier 1998, alors que le navire effectue sa traversée, ses moteurs tombent en panne et il est remorqué jusqu'à Tampa. Le navire est désarmé dans cette ville. En 1999, le Regal Voyager est affrété par la compagnie Ferries del Caribe SA qui l'utilise entre Saint-Domingue et San Juan. En 2003, il est désarmé à Charleston.
En février 2004, le Regal Voyager est vendu à un chantier de démolition. Le mois suivant, il quitte Charleston sous le nom de Regal V. Le 15 avril 2004, le ferry arrive à Alang.

## Documentaires télévisés
- La Minute de vérité, « Ferry en feu », 4e épisode de la 1re saison, sur National Geographic Channel.